# Nigel Quashie
Nigel Francis Quashie (*Southwark, Inglaterra, 20 de julio de 1978), futbolista escocés, de origen ghanés. Juega de volante y su primer equipo fue Queens Park Rangers.

## Selección nacional
Ha sido internacional con la Selección de fútbol de Escocia, el país de su abuelo. Ha jugado 14 partidos internacionales y ha anotado 1 gol.

## Clubes
| Club                                        | País                  | Año       |
| ------------------------------------------- | --------------------- | --------- |
| Queens Park Rangers                         | Bandera de Inglaterra | 1995-1998 |
| Nottingham Forest                           | Bandera de Inglaterra | 1998-2000 |
| Portsmouth FC                               | Bandera de Inglaterra | 2000-2005 |
| Southampton FC                              | Bandera de Inglaterra | 2005-2006 |
| West Bromwich Albion                        | Bandera de Inglaterra | 2006-2007 |
| West Ham United                             | Bandera de Inglaterra | 2007-2010 |
| Birmingham City (calidad de cedido)         | Bandera de Inglaterra | 2008-2009 |
| Wolverhampton Wanderers (calidad de cedido) | Bandera de Inglaterra | 2008-2009 |
| Milton Keynes Dons (calidad de cedido)      | Bandera de Inglaterra | 2009-2010 |
| Queens Park Rangers (calidad de cedido)     | Bandera de Inglaterra | 2009-2010 |
| Íþróttafélag Reykjavíkur                    | Bandera de Islandia   | 2012-2012 |
| Vestri Ísafjördur                           | Bandera de Islandia   | 2013-     |

- Datos: Q600755